# 釋王寺

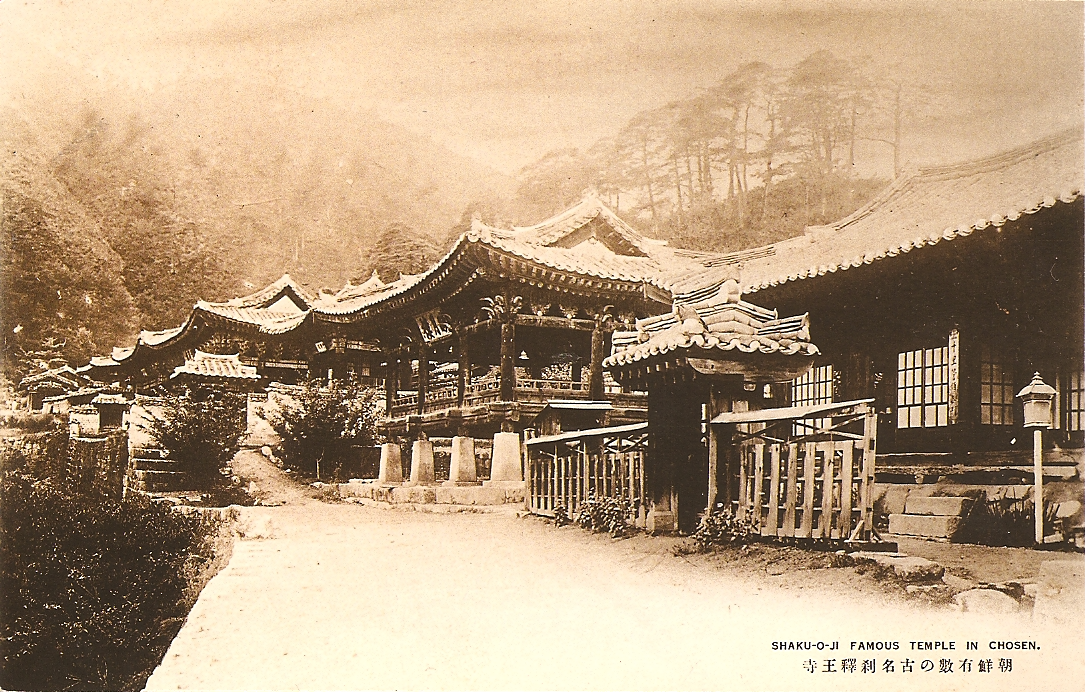

釋王寺是位於朝鮮江原道高山郡雪峰里之著名佛寺。

## 歷史地理
- 處於高麗末期的1386年修建了應真殿；
- 朝鮮王朝時期增建了50多棟大小建築物。

## 建築特式
- 釋王寺在向東開口的山谷，與地形相協調地佈置了兩排建築群，所有建築物均屬坐北向南。
- 第一道門是不二門，建造於1751年，位置在寺前小溪拱形石橋上。
- 第二道門是曹溪門，現存的門是在1783年改建的。它是左右兩邊置四角基石，上面立木柱，蓋了歇山式大屋頂，獨具一格，用龍 及鳳凰飛天的畫裝飾。
- 走進曹溪門，西邊有歇山式屋頂的兩層樓房雪城東樓。

## 現況
「釋王寺」是高麗末期到朝鮮王朝時期的建築藝術的珍貴文化遺產。可惜在1950年代的朝鮮戰爭中，進攻朝鮮的美國軍隊炸毀了這個歷史遺跡，現時只剩下不二門、曹溪門及雪城東樓，其他建築物全部被炸毀。
38°59′27″N 127°23′41″E / 38.99075°N 127.39482°E